# Lennart Fagerlund
Lennart Sven Arne Fagerlund (nascido em 2 de abril de 1952) é um ex-ciclista sueco que competia em provas de estrada.
Especialista em contrarrelógio por equipes, foi campeão mundial nesta modalidade em 1974, junto com Bernt Johansson, Sven-Åke Nilsson e Tord Filipsson.
Competiu nos Jogos Olímpicos de Verão de 1972 em Munique, onde fez parte da equipe sueca que terminou em sexto lugar nos 100 km contrarrelógio por equpies.